# Solamargina
Solamargina es un compuesto químico venenoso que se produce en las plantas de la familia Solanaceae, tales como las patatas, los tomates y las berenjenas. Se trata de un glicoalcaloides derivado de solasodina.
La Solamargina fue uno de los componentes de la droga candidata al tratamiento del cáncer Coramsina, finalmente al no obtener los resultados esperados, fue abandonado su desarrollo. 